# Herbert Grabert
Herbert Grabert (* 17. Juli 1901 in Lichtenberg bei Berlin; † 2. August 1978 in Tübingen; Pseudonym: Hugo Backhaus) war ein deutscher Theologe und Publizist. Er war Gründer und langjähriger Leiter des rechtsextremen Grabert-Verlages, vormalig des Verlages der Deutschen Hochschullehrerzeitung.

## Kindheit, Jugend und akademische Ausbildung
Herbert Grabert wurde am 17. Juli 1901 in Lichtenberg bei Berlin als Sohn des Lehrers Emil Grabert und seiner Frau Anna geboren. Vor dem Abschluss seiner Schulzeit schloss er sich als Freikorpskämpfer der rechtsgerichteten Garde-Kavallerie-Schützen-Division an und nahm aktiv an deren Kämpfen teil. Hierfür erhielt er die Ehren-Urkunde für Freikorpskämpfer.
1922 legte er am Gymnasium zum Grauen Kloster in Berlin das Abitur ab. Auf Wunsch des Vaters nahm er das Studium der Theologie auf. Sein Vater wünschte, dass Herbert Grabert Pfarrer werde. In der Zeit des Studiums in Berlin absolvierte er parallel ein Studium an der Hochschule für Leibesübungen in Spandau und legte 1926 das Examen als Turn- und Sportlehrer ab. Nach dem ersten theologischen Examen in Berlin 1927 hörte Grabert zwei Semester psychiatrische Vorlesungen in Tübingen und Marburg und nahm an klinischen Untersuchungen teil. Schließlich wurde er 1928 bei Jakob Wilhelm Hauer an der Philosophischen Fakultät der Universität Tübingen mit einer religionspsychologischen Arbeit promoviert. Ab Ende April 1928, noch vor dem Abschluss der Promotion, war er im Evangelischen Predigerseminar Soest/Westfalen. 1929 verzichtete Grabert endgültig darauf, in den Kirchendienst zu treten, nachdem es zum Bruch mit der Kirche gekommen war und er das Ordinationsgelübde nicht ablegen wollte.
Grabert vertrat zunächst eine liberale Theologie und gehörte einer freien Form des Christentums an. Er löste sich jedoch zunehmend von der Kirche und später – unter dem Einfluss Jakob Wilhelm Hauers – auch vom Christentum.
In den Jahren 1928 bis 1933 publizierte Grabert auf Vermittlung Hauers in dem freiprotestantischen Organ Die Christliche Welt, das halbmonatlich erschien. Er gehörte zeitweise dessen Schriftleitung an. In dieser Funktion besuchte er auch religiöse Weltkirchen- und Friedenskonferenzen, von denen er mit „Hoffnungsfreude“ berichtete. Das Ziel dieser „religiösen Tatgemeinschaft“ sah er darin, „als Menschen so verschiedener religiöser Überzeugungen einen Weg zum Weltfrieden zu finden und zu gehen“. Noch 1936 wurde Grabert als Mitarbeiter der Christlichen Welt erwähnt.
Vor 1933 war Grabert eindeutiger Gegner des Nationalsozialismus. So warf er in der Christlichen Welt den Nationalsozialisten vor, bürgerkriegsähnliche Zustände herbeizuführen. Wegen ihres fehlenden Ethos und ihrer Geistlosigkeit seien sie nicht in der Lage, die völkische Einheit aller Deutschen zu erreichen und die innere Zerrissenheit zu überwinden. Alfred Rosenberg warf er die „Vergottung von Volk und Rasse“ vor, die Zerrbild echter Religiosität sei. Grabert übte damals noch Kritik an der „durch und durch unchristlichen Praxis“ des Nationalsozialismus und lehnte die Idee einer arischen Rasse ab:

„Sie führt zu einer Selbstverherrlichung, die, wenn sie mit ichhaftem, persönlichem Geltungsdrang sich verbindet, zu Überheblichkeit, Verächtlichmachung des Andersrassigen und -gläubigen und schließlich zu einer planmäßigen Ausrottungspraxis führen muß, ganz gleich, ob es sich dabei um einen politischen oder weltanschaulichen Gegner handelt“

Bald wechselte Grabert das politische Lager, wovon er sich insbesondere Vorteile für seine Universitätskarriere versprach.

## 1933 bis 1945
Seit Januar 1934 war er Redakteur der von Hauer herausgegebenen Monatsschrift Deutscher Glaube, in der er auch regelmäßig selber publizierte.
Grabert wurde Anhänger und bald darauf führendes Mitglied der von Hauer mitbegründeten Deutschen Glaubensbewegung, die Ende Juli 1934 gegründet wurde und die in direkter Konkurrenz zu den Deutschen Christen stand, und trat im selben Jahr mit einer Schrift Die Kirche im Jahr der deutschen Erhebung hervor. Grabert war auch Vorsteher und Weihewart der Tübinger Ortsgemeinde, wo er auch von ihm selber konzipierte religiöse Weihehandlungen durchführte. Diese waren jedoch wenig neuheidnisch, sondern glichen eher protestantischen Gottesdiensten mit heidnischem Beiwerk. Hauer gehörte der radikalen Fraktion der Deutschen Glaubensbewegung an. Der Konfrontationskurs führte im Ergebnis zur Spaltung der Deutschen Glaubensbewegung 1936.
1936 spaltete Grabert im Zuge einer Radikalisierung und in Abkehr von Hauer die Deutschgläubige Bewegung aus der Deutschen Glaubensbewegung ab, die jedoch nur kurze Zeit bestand. In einem Flugblatt vom Herbst 1936, für das Grabert verantwortlich zeichnete, wird das Christentum als religiöses Judentum verstanden, das ein Hindernis für die Entwicklung der Deutschen sei:

„Noch aber steht das religiöse Judentum in Gestalt seiner christlichen Kirchen und Sekten im Leben unseres Volkes und hindert deutsche Menschen daran, ganz ihrem Volke und nur ihrem Volke zu gehören.“

Nach dem Scheitern der Deutschgläubigen Bewegung stellte er sich nach einem erneuten abrupten Wechsel ganz in den Dienst des „Dritten Reiches“ und vertrat die Auffassung, dass im Nationalsozialismus keine eigenständigen paganen Religionsgemeinschaften notwendig seien. Außerhalb der NS-Parteigliederungen brauche es keine eigenständigen religiösen Gemeinschaften, da „der Nationalsozialismus in jeder Hinsicht genüge“. Diese Abkehr von traditioneller Kirchlichkeit und die Hinwendung zu einer Art civil religion war auch für die Entwicklung Graberts nach 1945 charakteristisch. 1937 wurde er von der Christlichen Welt und der Jungen Kirche folgendermaßen zitiert:

„Für uns ist, wie für unzählige Deutsche, der Nationalsozialismus der neue Glaube, der jede Konfession und Weltanschauungsgruppen überflüssig macht.“

Am 20. September 1939 beantragte Grabert die Aufnahme in die NSDAP und wurde zum 1. Dezember desselben Jahres aufgenommen (Mitgliedsnummer 7.291.699). Zeitweilig wurde Grabert von der Alfred-Rosenberg-Stiftung finanziert und unterstützt. 1941 habilitierte er sich in Würzburg und wurde Dozent für „Weltanschauungskunde“. Während des Zweiten Weltkriegs war er in Alfred Rosenbergs Reichsministerium für die besetzten Ostgebiete tätig. Auf Anordnung des Ministeriums war Grabert 1942 Referent für Wissenschafts- und Hochschulfragen beim Generalkommissar Riga. 1943 erfolgte seine Entlassung aus der Wehrmacht.

## Nach 1945
Grabert wurde am 3. Mai 1945 in Tübingen verhaftet und am 26. Juli 1945 seiner Würzburger Dozentur enthoben. Es folgte in Tübingen ein Spruchkammerverfahren, bei dem er am 8. Oktober 1948 als Mitläufer eingestuft wurde, womit ein Lehrverbot, die Entlassung aus dem Hochschuldienst und der Entzug des passiven Wahlrechts verbunden war. In einem Wiederaufnahmeverfahren wurden einige Einschränkungen zurückgenommen. Er pflegte zunächst noch den Kontakt zu religiösen Kreisen und nahm an einigen Treffen teil, so beispielsweise am 27. September 1947 „auf dem Berg Klüt bei Hameln, um die Möglichkeiten für eine deutschgläubige bzw. nichtchristlich freireligiöse Sammlungsbewegung zu erörtern“, zog sich jedoch aus der religiösen Szene zurück, um sich ganz der politischen und später der verlegerischen Arbeit zu widmen.
1950 gründete er den „Verband der nichtamtierenden (amtsverdrängten) Hochschullehrer“, mit dem er – ausgehend von der Verarbeitung seiner eigenen Lebensgeschichte – für die Wiedereinstellung der seiner Meinung nach um ihre Rechte gebrachten Hochschullehrer kämpfte. Seit 1953 erschien das zunächst aus lediglich vier Druckseiten bestehende Mitteilungsblatt für den 131er-Hochschullehrer im Auftrag des Verbandes der nichtamtierenden (amtsverdrängten) Hochschullehrer und der Forschungshilfe e. V. Der Artikel 131 regelte die Amtsenthebung nationalsozialistischer Hochschullehrer. Diese Zeitschrift, die 1955 in Deutsche Hochschullehrer-Zeitung umbenannt wurde, entwickelte sich zu einem Forum nationalsozialistischer Wissenschaftler, denen nach 1945 die Tätigkeit an bundesdeutschen Hochschulen verwehrt blieb, in dem sie zum Teil um ihre Rehabilitierung rangen, zumeist aber die alten Ideen weiterverfolgten. Grabert setzte sich für „amtsverdrängte“ Hochschullehrer und deren Wiederverwendung an deutschen Universitäten ein, unter anderen auch für seinen ehemaligen Lehrer Jakob Wilhelm Hauer. Hauer gelang es ebenso wenig wie Grabert – im Gegensatz zu vielen anderen –, an die Universität zurückzukehren. Der Misserfolg in eigener Sache führte wesentlich zu einer Verhärtung seiner Gegnerschaft zum System der neuerstandenen Bundesrepublik. Sein Sohn Wigbert Grabert führte die Hochschullehrer-Zeitung seit 1972 aufgrund der Erweiterung der Themenbreite und des Umfangs der Hochschullehrer-Zeitung als Vierteljahreszeitschrift Deutschland in Geschichte und Gegenwart (DGG) weiter.
Ebenfalls 1953 wurde der Verlag der Deutschen Hochschullehrer-Zeitung gegründet. Er wurde 1973 in Grabert-Verlag umbenannt. In beiden wurden dem „Revisionismus“, der pseudowissenschaftlichen Leugnung des Holocaust und der deutschen Kriegsschuld, ein breiter Platz eingeräumt. Die Zeitschrift DGG warb für sich: „Eine der führenden revisionistischen Zeitschriften in Deutschland“. Im Grabert-Verlag erschien vor allem revisionistische Literatur. Insbesondere das Buch Der erzwungene Krieg – die Ursachen und Urheber des 2. Weltkriegs des US-amerikanischen Autors David L. Hoggan trug zum ökonomischen Erfolg des Verlags bei. Grabert selbst veröffentlichte 1960 unter dem Pseudonym Hugo C. Backhaus das Buch Volk ohne Führung, für das er vom 3. Senat des Bundesgerichtshofes zu neun Monaten Haft auf Bewährung verurteilt wurde. 1959/60 wurde Herbert Grabert vom Strafsenat des Bundesverfassungsgerichts zu achtzehn Monaten Haft auf Bewährung verurteilt.
Grabert war Anfang der 1950er Jahre Mitarbeiter im inneren Führungszirkel der konspirativen sog. Gauleiter-FDP, um eine Wiederherstellung der nationalsozialistischen Herrschaft zu bewirken; das ist für seine Person eine Funktion, die bis 2012 nicht öffentlich bekannt war.
Am 2. August 1978 starb Herbert Grabert. Ein Nachruf von einem „W.v.O.“, sehr wahrscheinlich Wilfred von Oven, erschien unter anderem in Nation und Europa. Deutschland in Geschichte und Gegenwart übernahm als „Hauptschriftleiter“, das heißt Chefredakteur, zunächst ebenfalls Wilfred von Oven, der als ehemaliger persönlicher Pressereferent von Propagandaminister Joseph Goebbels die nötigen Voraussetzungen hierfür mitbringen konnte. Die Zeitschrift übernahm wenig später Graberts Sohn Wigbert, der „ihm an seinem Grab die Kontinuität gelobte“. Den Verlag leitet dieser bereits seit 1972.

## Familie
Im Jahr 1929 ging Grabert die Ehe mit Josephine (Josi) Freiin von Maydell ein. Sie stammte aus Estland und war die Tochter eines deutsch-baltischen Rittergutsbesitzers. Nach dem Studium in Marburg war sie mehrere Jahre im höheren Schuldienst tätig. Sie schrieb für die Christliche Welt und später auch für Hauers Zeitschrift Deutscher Glaube, für die Herbert Grabert Schriftleiter war. Der Ehe entstammten acht Kinder. Der Verlag wurde von Wigbert Grabert übernommen.

## Werke
- Eine vergleichende Studie zur Psychologie der Mystiker und Psychopathen. Eine Gegenüberstellung und ein Vergleich. Diss. phil., Univ. Tübingen 1928; Kohlhammer, Stuttgart 1929 (Beiträge zur Philosophie und Psychologie H. 4)
- Religiöse Verständigung. Wege zur Begegnung der Religionen bei Nicolaus Cusanus, Schleiermacher, Rudolf Otto und J. W. Hauer. Hirschfeld, Leipzig 1932 (Bücher der Kommenden Gemeinde 2)
- Der protestantische Auftrag des deutschen Volkes. Grundzüge der deutschen Glaubensgeschichte von Luther bis Hauer. Georg Truckenmüller Verlag, Stuttgart und Berlin 1936
- Der protestantische Auftrag des deutschen Volkes. Grundzüge der deutschen Glaubensgeschichte von Luther bis Hauer. Gutbrod, Stuttgart 21936
- Krise und Aufgabe des völkischen Glaubens. Nordischer Verlag Precht, Berlin 1937
- Die völkische Aufgabe der Religionswissenschaft. Eine Zielsetzung. Georg Truckenmüller Verlag, Stuttgart und Berlin 1938 (Forschungen zur deutschen Weltanschauungskunde und Glaubensgeschichte H. 1)
- Der Glaube des deutschen Bauerntums. Eine weltanschauungskundliche und glaubensgeschichtliche Untersuchung. Band 1. Georg Truckenmüller Verlag, Stuttgart und Berlin 1939
- Hochschullehrer klagen an. Von der Demontage deutscher Wissenschaft. Göttinger Verlags-Anstalt, Göttingen 21952
- Wehrkraft im Zwiespalt, Göttingen 1952 [unter dem Pseudonym Hugo C. Backhaus]
- Volk ohne Führung, Göttinger Verlags-Anstalt, Göttingen 1955, 21956 [unter dem Pseudonym Hugo C. Backhaus]
- Sieger und Besiegte. Der deutsche Nationalismus nach 1945. Verlag der Deutschen Hochschullehrer-Zeitung, Tübingen 1966
- Hrsg.: Das Geschichtsbuch als Umerzieher. Eine vom Institut für Deutsche Nachkriegsgeschichte in Zusammenarbeit mit Geschichtslehrern veranst. Untersuchung deutscher Schulbücher hrsg. v. Herbert Grabert. Verlag der Deutschen Hochschullehrer-Zeitung, Tübingen 1966 (Veröffentlichungen des Instituts für Deutsche Nachkriegsgeschichte 3)
- Volk und Führung. Deutschlands Ringen um Einheit und Bestand. Grabert Verlag, Tübingen 1977, ISBN 3-87847-036-3.